# Lauzerte

Lauzerte este o comună în departamentul Tarn-et-Garonne din sudul Franței. În 2009 avea o populație de 1.518 de locuitori.

## Evoluția populației
| An        | 1975  | 1982  | 1990  | 1999  | 2006  | 2009  |
| --------- | ----- | ----- | ----- | ----- | ----- | ----- |
| Populație | 1.654 | 1.635 | 1.529 | 1.487 | 1.501 | 1.518 |